# ترور بلوماس
ترور بلوماس (انگلیسی: Trevor Blumas؛ ‏ ۱۶ اکتبر ۱۹۸۴) بازیگر اهل کانادا است.
از فیلم‌ها یا مجموعه‌های تلویزیونی که وی در آن‌ها نقش داشته است، می‌توان به به‌سوی جنوب، مردان کوچک، بیش از حد جوان بودن برای ازدواج، انبار ۱۳، ناگفته و شاهزاده خانم یخی اشاره نمود.